# Bartonia
Bartonia es un género de plantas con flores perteneciente a la familia Gentianaceae. Comprende 13 especies descritas y de estas solo 4 aceptadas.

## Taxonomía
El género fue descrito por Muhl. ex Willd. y publicado en Der Gesellsschaft Naturforschender Freunde zu Berlin, neue Schriften 3: 444–445. 1801.
Etimología
Bartonia: nombre genérico que fue otorgado en honor de Benjamin Smith Barton, médico, botánico y zoólogo estadounidense.

## Especies aceptadas
A continuación se brinda un listado de las especies del género Bartonia aceptadas hasta marzo de 2014, ordenadas alfabéticamente. Para cada una se indica el nombre binomial seguido del autor, abreviado según las convenciones y usos.
- Bartonia paniculata (Michx.) Muhl.
- Bartonia texana Correll
- Bartonia verna (Michx.) Raf. ex Barton
- Bartonia virginica (L.) Britton, Sterns & Poggenb.